# Piddubți, Luțk
Piddubți (în ucraineană Піддубці) este localitatea de reședință a comunei Piddubți din raionul Luțk, regiunea Volînia, Ucraina.

## Demografie
Componența lingvistică a localității Piddubți
     Ucraineană (98,75%)
     Alte limbi (1,26%)
Conform recensământului din 2001, majoritatea populației localității Piddubți era vorbitoare de ucraineană (98,75%), existând în minoritate și vorbitori de alte limbi.